# 생태경제학
생태경제학(ecological economics)은 경제를 생태계의 일부로 보는 관점을 적용한 경제학 분야이다. 1970년대에 인류의 복지 향상을 위해서 인류 사회와 생태계의 지속 가능한 발전을 함께 추구해야 한다는 움직임으로 태동되었다. 열역학 경제학과 관계가 깊다.
생태학(ecology))과 경제학(economics)은 다 같이 집을 뜻하는 그리스어(oikos)에서 유래되었다. 경제학자는 인간사, 곧 시장의 재화와 용역을 다루는 반면 생태학자는 자연환경, 곧 시장성은 없지만 생명에 필수적인 자연을 다룬다. 이처럼 두 학문은 공통점이 많은데도 불구하고 경제 발전으로 환경이 오염된 반면에 생태학은 자연보호에 앞장섰기 때문에 마치 상반된 성격의 학문으로 인식되어 왔다. 인간의 경제 활동과 자연 생태계의 상호의존성을 연구하는 생태경제학은 환경문제에 시스템적인 사고 방식으로 접근하여 환경의 지속 가능성을 겨냥하기 때문에 일종의 환경과학으로 간주되기도 한다. 또한 생태경제학은 환경문제의 사회적 및 윤리적 쟁점을 강조한다는 측면에서 환경경제학과 차이를 드러낸다.

## 같이 보기
- 순환 경제
- 심층생태주의
- 생태사회주의
- 생태여성주의
- 분류:생태경제학자
- 지속 가능성
- 열역학